# Pálffy György (színművész, 1906–1977)
Pálffy György (Komárom, 1906. április 24. – ?, 1977. június 3.) színész.

## Családja
Szülei Pálffy Boldizsár és Ripczó Hermina. Felesége Kurucz Erzsébet (színészi nevén Kalmár Erzsébet), akivel 1932. február 11-én kötött házasságot Budapesten.

## Életútja
Eleinte erdélyi társulatoknál játszott, később vidéken működött. 1949-től fellépett Győrben, Szegeden és Békéscsabán. 1957-ben került az egri Gárdonyi Géza Színházhoz, majd 1966-tól a Miskolci Nemzeti Színháznál játszott. 1976-ban vonult nyugdíjba. Karakterszerepeket formált meg, főleg prózai és zenés darabokban volt látható.

## Fontosabb szerepei
- Thorvald (Ibsen: Nóra)
- Cecey Péter (Gárdonyi G.–Kárpáthy Gy.: Egri csillagok)
- Plata-Ettingen herceg (Molnár Ferenc: Olympia)
- Metternich herceg (Kálmán Imre: Ördöglovas)
- Edoardo (Betti: Bűntény a kecskeszigeten)

(Forrás: Magyar Színházművészeti Lexikon)

## Filmek
- A tanú (1969)[6]